# Havas Ignác
Gömöri Havas Ignác (Valaszka, Zólyom megye, 1803. július 7. – Budapest, 1887. november 2.) orvosdoktor, királyi tanácsos.

## Élete
Havas János és Fodor Julianna fia. A pesti egyetemen tanult, ahol 1828-ban nyert orvosdoktori oklevelet. Azután Tolnán telepedett le, ahol később a vármegye rendes főorvosa, a szekszárdi kórház igazgatója, Tolna, Baranya és Gömör vármegyék táblabírája lett. A pesti orvosegylet tagja volt 1842-től, de 1866-ban kilépett. 1845-46-ban a pesti egyetem orvosi karának dékánja is volt. Az 1840-es években telepedett le a fővárosban, ahol csakhamar a legkeresettebb orvosok egyike lett, kinek tanácsát szívesen kikérték Budapest előkelő családai. Az orvosi gyakorlat mellett a közügyekkel is foglalkozott; tagja volt a régi Gemeinderathnak és a főváros tanácsának halálaig. A főváros felvirágoztatása körül nagy érdemei vannak; az egyesítés alkalmával (1873) ő volt a kormánybiztos, aki a háromváros közgyűlésén elnökölt. Érdemei elismeréseűl a Szent István-rendet és a királyi tanácsosi méltóságot nyerte. A főváros egyik utcáját az ő nevére keresztelték. Tekintélyes vagyona mellett igen szerény életet folytatott; de nem volt szerencsés, mert elvesztette vagyonának nagy részét és az utóbbi időkben csakis az első hazai takarékpénztárnál elfoglalt állásra támaszkodott. Tetőtől talpig magyar ember volt és ez öltözetében is kifejezésre jutott. A nemzeti casinonak egyik legrégibb tagja volt és első alapítói közé tartozott, úgy a sas-clubnak, melynek estélyeiről sohasem hiányzott.
Cikkei a Gazdasági Tudósításokban (1839. A marhapestist enyhítő bánásmódról), a Gazdasági Lapokban (1851. A ragályos marhadög beoltása, mint a marhapestist enyhítő bánásmód), a Gyógyászatban (1867. A keleti hányszékelés, 1868. Fölhivás az orvosi kar tagjaihoz sat.)

## Munkái
- Dissertatio inaug. medica de prosopolgia nervosa. Pestini, 1828.
- Hivatalos jelentés a marhapestist enyhítő bánásmódról. Pestini, 1839.
- Inoculatio luis pecorum per... proposita. Pestini, 1861. (Linzbauer Ferencz, Codex sanitario-medicinalis Hungariae cz. munkája függelékében.)

## Forrás
- Szinnyei József: Magyar írók élete és munkái.